# Tetrahedron (tijdschrift)
Tetrahedron is een wetenschappelijk tijdschrift dat door Elsevier wordt uitgegeven. De naam wordt niet afgekort. Het tijdschrift publiceert onderzoek uit de organische chemie. De naam tetrahedron is het Engels voor regelmatig viervlak, verwijzend naar de sp3-gehybridiseerde structuur rondom koolstof. Het tijdschrift werd opgericht in 1957 en de impactfactor van het tijdschrift in 2020 bedroeg 2,1. Er is een ander tijdschrift Tetrahedron over nagenoeg hetzelfde onderwerp, dat vanaf 1959 is uitgegeven.